# Боровое (Красноармейский район)
Боровое — деревня в Красноармейском районе Челябинской области России. Входит в состав Бродокалмакского сельского поселения.

## География
Деревня находится на северо-востоке Челябинской области, в лесостепной зоне, на северном берегу озера Борового, на расстоянии 17 километров (по прямой) к северо-востоку от села Миасского, административного центра района. Абсолютная высота 195 метров над уровнем моря.

## Население
| 2002 | 2010 |
| ---- | ---- |
| 267  | ↘237 |

Гендерный состав
По данным Всероссийской переписи населения 2010 года в гендерной структуре населения мужчины составляли 46 %, женщины — 54 %.
Национальный состав
Согласно результатам переписи 2002 года, в национальной структуре населения русские составляли 78 %.

## Улицы
Уличная сеть деревни состоит из одиннадцати улиц.